# Alto do Cabouco
O Alto do Cabouco é uma elevação portuguesa localizada no concelho da Horta, ilha do Faial, arquipélago dos Açores.
Este acidente geológico encontra-se geograficamente junto ao vulcão central da ilha do Faial, do qual faz parte e que tem o seu ponto mais elevado no Cabeço Gordo que se eleva a 1043 metros de altitude acima do nível do mar.
Esta formação geológica encontra-se próxima do Canto dos Banquinhos, do Alto do Brejo e do Alto do Guarda-Sol. Nas suas encostas nascem várias ribeiras, nomeadamente a Ribeira da Fonte Nova, a Ribeira do Serrado do Gato que depois de atravessarem a localidade de Pedro Miguel vão desaguar no mar, na costa Este da ilha, entre a Ponta de João Dias e o Porto da Redonda, no povoado de Chã da Cruz.
No cimo desta formação geológica que se localiza a 918 metros de altitude acima do nível do mar, foi construído o Miradouro do Cabouco, que oferece uma extraordinária vista sobre o interior da ilha.